# Mãe social
Mãe social é a denominação da atividade profissional exercida por mulheres em casas de acolhimento de menores, onde fazem o papel de mãe dos menores carentes, incluindo-se aí o aleitamento materno.
As "casas de acolhimento", diferenciam-se dos antigamente denominados "orfanatos" por força do Estatuto da Criança e do Adolescente e da Lei 12.010/2009. A lei atual não permite mais os "orfanatos", os quais tinham um caráter permanente. Segundo a lei atual, os menores podem permanecer por um tempo máximo de 2 anos nas "casas de acolhimento", devendo serem encaminhados para adoção.
A MÃE SOCIAL:
A chamada mãe social é uma figura atípica encontrada nas relações de emprego no Brasil: corresponde à prestação de serviços a uma instituição de assistência social, em que esta admite e coloca a mãe social em uma casa, tipo lar, onde terá a incumbência de residir e cuidar de determinado número de menores abandonados, mediante remuneração reajustável, assegurada pelo menos a percepção de um salário mínimo (lei nº7.644/1987).
À mãe social são assegurados os seguintes direitos, além do salário mínimo: anotação na CTPS, repouso semanal remunerado, férias anuais, 13º salário, FGTS e previdência social, inclusive em caso de acidente de trabalho.